# Quod auctoritate
Quod auctoritate è la diciottesima enciclica di papa Leone XIII, pubblicata il 22 dicembre 1885. Con questa enciclica il Papa annunciò un Anno Santo straordinario per il 1886. Così recita l'incipit della lettera enciclica:
(Papa Leone XIII, incipit dell'enciclica Quod auctoritate)
Più avanti nella lettera aggiunge:
(Papa Leone XIII, parte finale dell'enciclica Quod auctoritate)